# Roodkapprinia
De roodkapprinia (Prinia buchanani) is een zangvogel uit de familie Cisticolidae. Deze vogel is genoemd naar de Schotse arts en natuuronderzoeker Francis Buchanan-Hamilton (1762-1829).

## Verspreiding en leefgebied
Deze soort komt voor in Pakistan en India.

## Status
De grootte van de populatie is niet gekwantificeerd maar de soort wordt omschreven als plaatselijk algemeen in een groot deel van zijn verspreidingsgebied. Op de Rode lijst van de IUCN heeft deze soort de status niet bedreigd.